# (90925) 1997 RK5
Az (90925) 1997 RK5 a Naprendszer kisbolygóövében található aszteroida. Hiroshi Abe fedezte fel 1997. szeptember 8-án.